# Песняры
«Песняры́» — вокально-інструментальний ансамбль під керівництвом Володимира Мулявіна, створений у Мінську 1969 року. Відомий піснями «Беловежская пуща», «Белоруссия», «Вологда» тощо.

## Історія

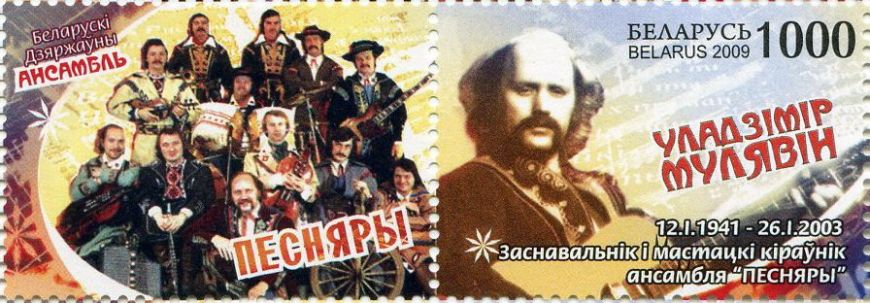
Поштова марка Білорусі, 2009 рік

Перші пісні ансамблю створювалися під впливом творчості гурту The Beatles. Надалі ансамбль позиціювався як фольклорний. Основу репертуару становили обробки білоруських народних пісень. Пізніше до репертуару були включені пісні радянських композиторів, пісні на вірші відомих поетів, таких як Янка Купала, Роберт Бернз, Володимир Маяковський. Ансамбль поставив дві рок-опери — «Песнь пра долю» і «Гусляр».
У жовтні 1970 року ансамбль розділив друге місце зі співаком Львом Лещенко і грузинським ансамблем «Діель» на IV міжнародному конкурсі артистів естради. 1970 року «Песняры» перемогли на Всесоюзному конкурсі політичної пісні в Москві.
Наприкінці 1970 року до колективу приєднався Леонід Борткевич, а навесні 1971 року вийшов перший вініловий диск-гігант групи.
1971 року почалися перші закордонні поїздки ансамблю — в серпні «Песняры» виступили на Міжнародному фестивалі пісні в Сопоті (Польща) в конкурсі фірм грамзапису. 1973 року ансамбль переміг у Всесоюзному конкурсі радянської пісні в Мінську.
1974 — гурт знявся в кіно — у фільмі «Ясь і Яніна» гурт фактично зіграв сам себе.
1976 — «Песняры» стали першим радянським ВІА, який проводив гастролі по США. Того ж року ансамбль виступав на міжнародному конкурсі грамзаписів MIDEM у Каннах (Франція), до участі в якому допускаються лише колективи, які випустили за рік максимальну кількість платівок в своїй країні.
1977 — гурт отримав премію Ленінського комсомолу — за концертні програми 1975—1976 років та пропаганду патріотичної пісні серед молоді.
1979 році весь класичний склад «Песнярів» отримав звання заслужених артистів БРСР: Олександр Демешко (ударні), Леонід Тишко (бас-гітара), Анатолій Кашепаров (вокал), Леонід Борткевич (вокал) і Владислав Місевич (духові). Керівник колективу Володимир Мулявін отримав звання народного артиста БРСР.
1998 року відбувся розкол гурту. На сьогодні існує кілька ансамблів, що мають у своїй назві слово «Песняры» і виконують пісні гурту Мулявіна.

## Дискографія
| 1971 | Ты мне вясною прыснілася |
| 1974 | Алеся                    |
| 1977 | Перапёлачка              |
| 1979 | Вологда                  |
| 1980 | Гусляр                   |
| 1982 | Зачарованная моя         |
| 1984 | Через всю войну          |